# Eriosema laxiflorum
Eriosema laxiflorum är en ärtväxtart som beskrevs av Hermann August Theodor Harms. Eriosema laxiflorum ingår i släktet Eriosema och familjen ärtväxter. Inga underarter finns listade i Catalogue of Life.